# 中央军事委员会纪律检查委员会
中国共产党中央军事委员会纪律检查委员会，与中华人民共和国中央军事委员会监察委员会一个机构两块牌子，合简称中央军委纪委监委、军委纪委监委，是中央军事委员会机关第一级职能部门，是负责监督中国人民解放军、中国人民武装警察部队的中国共产党纪律检查机关、国家监察机关。

## 沿革
1955年9月17日，中国人民解放军总政治部根据中国共产党全国代表大会的决定，发出《关于军队成立党的监察委员会》的通知，在解放军团以上单位成立了监察委员会。经中共中央批准，中国共产党中国人民解放军监察委员会成立。解放军党的监察委员会在中共中央监察委、中共中央军委及解放军总政治部的领导下工作；日常事务由解放军总政治部组织部负责，不专设其他办事机构；负责人由解放军总政治部主任或副主任兼任。
“文化大革命”期间，自1968年10月，总政治部被军事管治后，解放军监察委的工作随即停止。1969年5月，中共“九大”通过决议，取消了党的监察机构，解放军监察委亦随之取消。
1978年，中共中央军委着手重组解放军的监察机构。1980年1月，经中共中央批准，中国人民解放军纪律检查委员会成立；同年11月，更名为中国共产党中央军事委员会纪律检查委员会。1990年6月，中国共产党中央军事委员会纪律检查委员会的办事机关改为中国人民解放军总政治部纪律检查部，列入中国人民解放军总政治部编制，在中国共产党中央军事委员会纪律检查委员会和总政治部的双重领导下负责处理全军党的纪律检查的日常工作。
中央军纪委书记一般由总政治部副主任兼任（同时也为总政治部纪委书记）。自十六届中央纪委班子起，中央军纪委书记也兼任中央纪委副书记。自行政级别上看，中央军纪委书记比中央纪委书记低，中央军纪委的级别应该是正大军区级。
与中央纪委的办案流程类似，中央军纪委首先宣布党纪调查结果，再决定是否移交军事检察院。中央军纪委一般在中央纪委指导下工作。大多案例由中央军纪委独立调查完成，比如2005年12月23日王守业被中央军纪委“双规”。但对于复杂案件，如果中央军纪委调查完成，但中央纪委听取中央军纪委调查结果之后认为有必要进一步调查，中央纪委也会与中央军纪委联合办案。例如中央纪委参与调查了谷俊山案。此外，例如调查徐才厚等高级军官时，中央纪委也会参与调查过程。
2016年1月10日，在深化国防和军队改革中，军委机关调整组建，成立新的中央军委纪律检查委员会（简称“中央军委纪委”），为军委机关的15个职能部门之一。
2016年2月，中央军委纪委开设信访举报专线电话及专用信箱，“主要受理对军队单位、军队管理的人员违反党纪军纪问题的检举控告，以及军队党员、干部不服党纪军纪处分的申诉。”此次公布的信访举报专线电话分别是：010—66791234（地方线）、0201—791234（军线）；专线手机：15311021234、15311031234；信访举报专用信箱是：北京市100120信箱02分箱（邮政编码：100120）。
在新体制下，军队纪委组织方式分成两类：一是中央军委纪委向军委各部门、各战区派驻纪检组，实行垂直领导；二是陆军、海军、空军、火箭军、战略支援部队等负责军种部队管理的大单位设置纪委，接受中央军委纪委统一领导。
2016年，中央军委批准印发《关于加强军委纪委派驻纪检组建设的意见》。2016年5月5日起，中央军委纪委首次向军委机关和各战区派驻10个纪检组。这是中国人民解放军历史上首次实行派驻监督。
2018年3月，第十三届全国人民代表大会第一次会议通过《中华人民共和国监察法》，正式设立各级国家监察机关。《监察法》第六十八条规定：“中国人民解放军和中国人民武装警察部队开展监察工作，由中央军事委员会根据本法制定具体规定。”2019年7月24日，国务院新闻办公室发表的政府白皮书《新时代中国的国防》指出，“组建新的军委纪律检查委员会（军委监察委员会），由中央军委直接领导，向军委机关部门和各战区派驻纪检组。”

## 机构设置
2015年改革后，中央军委纪律检查委员会（中央军委监察委员会）设置下列机构：

### 内设机构
- 办公厅
- 政治工作局
- 纪检监察局
- 案件审理局

### 派出机构
- 驻军委办公厅纪检监察组[8]
- 驻军委联合参谋部纪检监察组[8]
- 驻军委后勤保障部纪检监察组[8]
- 驻军委训练管理部纪检监察组[8]
- 驻军委国防动员部纪检监察组[8]
- 驻东部战区纪检监察组[8]
- 驻南部战区纪检监察组[8]
- 驻西部战区纪检监察组[8]
- 驻北部战区纪检监察组[8]
- 驻中部战区纪检监察组[8]

## 历任领导

### 中国共产党中国人民解放军监察委员会
中国共产党中国人民解放军监察委员会书记
1. 罗荣桓 元帅（1955年9月－1956年12月）（中央军委副主席、总政部主任兼任）
2. 谭　政 大将（1956年12月－1961年3月）（中共中央书记处书记、总政治部主任兼任）
3. 罗荣桓 元帅（1961年3月－1963年12月）（中共中央政治局委员、中央军委委员、全国人大常委会副委员长、总政治部主任兼任
4. 萧　华 上将（1964年5月－1967年7月）（中央军委副秘书长、总政部副主任兼任）[12]

中国共产党中国人民解放军监察委员会副书记
- 谭　政 大将（1955年9月－1957年2月）
- 宋任穷 上将（1955年9月－1957年2月）
- 萧　华 上将（1957年2月－1964年5月）
- 甘泗淇 上将（1957年2月－1961年3月）
- 徐立清 中将（1964年5月－1968年10月）
- 梁必业 中将（1964年5月－1966年5月）[12]

中国共产党中国人民解放军监察委员会常务委员
- 谭　政 大将（1957年2月－1961年3月）
- 萧　华 上将（1957年2月－1968年10月）
- 甘泗淇 上将（1957年2月－1961年3月）
- 黄火星 中将（1957年2月－1961年3月）
- 刘其人 少将（1957年2月－1961年3月）
- 罗荣桓 元帅（1961年3月－1963年12月）
- 徐立清 中将（1961年3月－1968年10月）
- 梁必业 中将（1961年3月－1966年5月）
- 王辉球 中将（1961年3月－文革初）
- 杜义德 中将（1961年3月－文革初）
- 甘渭汉 中将（1961年3月－文革初）
- 王新亭 上将（1964年5月－文革初）
- 刘西元 中将（1965年3月－文革初）
- 袁子钦 中将（1965年3月－文革初）

### 中国共产党中央军事委员会纪律检查委员会
中国共产党中央军事委员会纪律检查委员会书记
（1980年1月至11月为中国人民解放军纪律检查委员会书记）
1. 甘渭汉（1980年1月－1985年3月）（中顾委委员、总政治部副主任兼任）
2. 郭林祥 上将（1985年3月－1990年4月）（中顾委委员、中央纪委常委、总政治部副主任兼任）
尤太忠 上将（1988年8月－1990年4月，第二书记）
3. 王瑞林 中将（1990年4月－1993年7月）（中共中央办公厅副主任、总政治部副主任兼任）
4. 周子玉 上将（1993年8月－2000年12月）（中央纪委副书记、总政治部副主任兼任）
5. 徐才厚 上将（2000年12月－2002年11月）（中央军委委员、总政治部常务副主任兼任）
6. 张树田 上将（2002年11月－2004年12月）（中央纪委副书记、总政治部副主任兼任）
7. 孙忠同 上将（2004年12月－2009年9月）（中央纪委副书记、总政治部副主任兼任）
8. 童世平 海军上将（2009年9月－2012年11月）（总政治部副主任兼任）[13]
9. 杜金才 上将（2012年11月－2016年1月）（中央纪委副书记兼任；总政治部副主任兼任，至2016年1月）

中国共产党中央军事委员会纪律检查委员会副书记
- 饶正锡（1980年12月－1985年3月）
- 曹广化（1980年12月－1985年3月）
- 张伯祥 中将（1980年12月－1985年3月，副书记； 1985年3月－1990年4月，常务副书记）
- 颜金生（1985年3月－1987年4月）
- 朱　光（1985年3月－7月）
- 张少华 中将（1988年2月－1990年4月）
- 陈为松 少将（1990年6月－1993年7月，总政治部纪律检查部部长兼任）
- 徐惠滋 中将（1993年8月－1996年1月，副总参谋长兼总参谋部纪委书记兼任）
- 许　胜 中将（1993年8月－1995年1月，总后勤部副政委兼纪委书记兼任）
- 彭　钢 少将（1993年8月－1998年8月，中央纪委常委、总政治部纪律检查部部长兼任）
- 杨德清 中将（1995年1月－1999年5月，总后勤部副政委兼纪委书记兼任）
- 曹刚川 中将（1996年1月－1997年1月，副总参谋长兼总参谋部纪委书记兼任）
- 隗福临 中将（1997年1月－2002年11月，副总参谋长兼总参谋部纪委书记兼任）
- 朱增泉 中将（1998年8月－2003年12月，总装备部副政委兼纪委书记兼任）
- 段达球 少将（1998年8月－2002年11月，总政治部纪律检查部部长兼任）
- 董宜胜 中将（1999年5月－2003年12月，总后勤部副政委兼纪委书记兼任）
- 张　黎 中将（2002年11月－2009年1月，副总参谋长兼总参谋部纪委书记兼任）
- 解厚铨 海军少将（2002年11月－2006年，中央纪委常委、总政治部纪律检查部部长兼任）
- 刘　源 中将（2003年12月－2005年12月，总后勤部副政委兼纪委书记兼任）
- 李栋恒 中将（2003年12月－2006年8月，总装备部副政委兼纪委书记兼任）[12]
- 孙思敬 中将（2005年12月－2010年12月，总后勤部副政委兼纪委书记兼任）
- 黄作兴 中将（2006年8月－2011年12月，总装备部副政委兼纪委书记兼任）
- 蔡继华 少将（2006年－2009年，中央纪委常委、总政治部纪律检查部部长兼任）
- 刘镇武 中将（2009年1月－7月，副总参谋长兼总参谋部纪委书记兼任）
- 侯树森 中将（2009年7月－2014年7月，副总参谋长兼总参谋部纪委书记兼任）[14]
- 王秉山 少将（2009年－2012年，总政治部纪律检查部部长兼任）
- 刘晓榕 中将（2010年12月－2013年7月，总后勤部副政委兼纪委书记兼任）[15]
- 王家胜 中将（2011年12月－2014年12月，总装备部副政委兼纪委书记兼任）[16][17]
- 刘　滨 少将（2012年4月－2014年12月，中央纪委常委、总政治部纪律检查部部长兼任）[16]
- 乙晓光 空军中将（2014年7月－2016年1月，副总参谋长兼总参谋部纪委书记兼任）[16]
- 刘生杰 中将（2013年7月－2016年1月，总后勤部副政委兼纪委书记兼任）[16]
- 柴绍良 中将（2014年12月－2016年1月，总装备部副政委兼纪委书记兼任）[17]

### 中央军委纪律检查委员会
中央军委纪律检查委员会书记
1. 杜金才 上将（2016年1月－2017年1月，中央纪委副书记兼）
2. 张升民 上将（2017年1月－2018年3月）[18]

中央军委纪律检查委员会副书记
- 杨成熙 中将（2016年－2018年3月）
- 宋　丹 少将（2016年－2017年1月）
- 骆　源 海军中将（2017年1月－2018年3月）
- 唐　勇 中将（2023年12月－2025年3月）
- 周建新 中将（2025年4月－）

中央军委纪律检查委员会委员
- 朱国标 少将（2016年－2018年3月，专职委员）[19]
- 方荣堂 少将（2017年1月－2018年3月，正军职专职委员）[20]
- 郭春富 少将（2017年1月－2018年3月，中央军委审计署审计长兼任）[21]
- 凌焕新 少将（2018年1月－2018年3月，正军职专职委员）[22]
- 王晉生 少将（2025年4月－)

### 中央军委纪律检查委员会（中央军委监察委员会）
中央军委纪律检查委员会书记（中央军委监察委员会主任）
1. 张升民 上将（2018年3月－）[18]

中央军委纪律检查委员会副书记（中央军委监察委员会副主任）
- 杨成熙 中将（2018年3月－2018年12月）
- 骆　源 海军中将（2018年3月－）
- 凌焕新 少将（2018年12月－2023年6月）
- 陈国强 空军中将（2021年8月-2024年9月）

中央军委纪律检查委员会委员（中央军委监察委员会委员）
- 朱国标 少将（2018年3月－2018年12月，专职委员）[19]
- 方荣堂 少将（2018年3月－2018年5月，正军职专职委员）[20]
- 郭春富 少将（2018年3月－2018年5月，中央军委审计署审计长兼任）[21]
- 凌焕新 少将（2018年3月－2018年12月，正军职专职委员）[22]